# Estación Carlos Beguerie
Carlos Beguerie es una estación de ferrocarril ubicada en la localidad del mismo nombre, partido de Roque Pérez, provincia de Buenos Aires, Argentina.

## Servicios
La estación era intermedia del otrora Ferrocarril Provincial de Buenos Aires, punto de bifurcación entre los ramales a Mira Pampa y a Azul, Olavarría y Loma Negra. Tras la nacionalización de los ferrocarriles en 1948 pasó a formar parte del Ferrocarril General Belgrano. En 1961 fue clausurada la línea desde Etcheverry. Durante 1964 fue temporalmente rehabilitada para cargas pero clausurada de nuevo en 1968. En 1974 fueron levantadas las vías hacia Mira Pampa, y en 1978 quedó aislada al hacerse lo propio con el tramo desde Gambier, en La Plata. Actualmente solamente queda el edificio de la estación que ha sido ocupada. 
- Datos: Q5841351